# ريبنتينيي
ريبنتغني، كيبك (بالإنجليزية: Repentigny)‏ هي مدينة كندية تقع في مقاطعة كيبك. تبلغ مساحة هذه المدينة 61.755 (كم²)، ويبلغ عدد سكانها 76237 نسمة حسب إحصاء سنة 2006 م، بينما كان يسكنها 72218 نسمة في سنة 2001 م. تحتل هذه المدينة المرتبة رقم 65 بين مدن كندا حسب عدد السكان والمرتبة رقم 12 في المقاطعة. النمو سكاني في هذه المدينة يقدر بـ(5.6).

## أعلام
- جان فرانسوا بيروبيه
- فابيولا بوولنجر
- مارتن بيكار
- ماري ديشان
- أوليفييه جان

## وصلات خارجية
- الأطلس الحكومي لكندا
- إحصاءات كندا مع ساعة تعداد السكان